# リス・ソーレンセン
- リス・ソーレンセン
- リス・セーレンセン

リス・ソーレンセン（Lis Sørensen、1955年5月28日 -、オーフス・ブラブランド生まれ）は、デンマークのシンガーソングライター。
デンマークのロックシーンで最も知られている歌手の一人であり、ソロとしてだけでなく、カウガールズ、シット・アンド・シャネル、アン・リネット・バンドのメンバーとしても知られている。

## 来歴
リス・ソーレンセンのキャリアは、ブラブランド大学の5年生だった際にホルガー・ローマンを音楽教師として迎えたときに始まった。ローマンはソーレンセンにガールズグループ「デ・フェム」に参加するよう促し、デ・フェムはローマンが編曲した童謡を収録したシングルを2枚リリースした。その後、彼女は1970年のアルバム『It's so easy』で、当時ローマンのバンドだったTearsとソロで歌う機会を得た。
1970年代、ソーレンセンはオーフスのユトランド音楽院で音楽教育者としての訓練を受けた。1974年に彼女とアン・リネットは女性だけのポップ・ロック・バンドである「シット・アンド・シャネル」のフロントマンを務め、大成功を収め、4枚のアルバムをリリースした。ソーレンセンはバンドには1979年まで在籍した。これに加えて、彼女はヘンリック・シュトルーベ・バンドのメンバーでもあり、ガゾリン、グナッグス、ローン ケラーマンなどといった当時の有名人のコーラスも務めた。
1979年に彼女はセバスチャンのTiderneシフターに参加し、それは非常に長く実りあるコラボレーションの始まりとなった。時が経つにつれて、セバスチャンはソーレンセンのためにいくつかの曲を書き下ろし、その中にはバラード「Stille for storm」もあった、同曲は現在でもコンサートのレパートリーの一つになっている。
セバスチャンとのコラボレーションの甲斐もあって、他の活動への余地も残されており、シット＆シャネルの解散後の数年間はアン・リネット・バンドのメンバーとして活動、バンドではリネットに加えてサンネ・サロモンセンもフロントに立っていた。1983年、ソーレンセンは最初のソロ・アルバム『Himmelen Ned på Jorden』をリリースする準備を整えた。それ以来、彼女は主にソロのキャリアに焦点を当てており、バンドの援を受けている。バンドのメンバーには、ソーレンセンの元夫としても知られているドラマーのヤン・シヴェルセンも含まれている。タイトル曲をセバスチャンが書いた1989年のアルバム『Hjerternes sang』はスカンジナビアで35万枚売れ、商業的なピークに達した。彼女のアルバムの他のいくつかは10万枚以上を売り上げた。
1993年に日の目を見たアルバム『Under Stjernerne Et Sted』は、ヒップホップ・プロデューサーのSoulshockとKarlin によってプロデュースされた。ラジオでヒットした「ブレント（Brændt）」は英語の曲をデンマーク語に翻訳したもので、後にオーストラリア人のナタリー・インブルーリアによって歌われたバージョンが「トーン」として世界的に大ヒットした。ベスト・アルバム『Ind Til Dig Igen – Sørensen's Best』は1996年に発売され、代表曲の「Tæt På Ækwator」と「Mine Øjne De Skal Se」に加えて、セバスチャンが書いた「Stille Før Storm」も収録された。
2年後の1998年にはソーレンセンがすべての歌詞を自分で書いたアルバム「Kærtegn」をリリースした。このアルバムはカスパー・ウィンディング、ポール・ハルバーグ、そしてソーレンセンの夫であるヤン・シヴェルセンによってプロデュースされた。
2000年の『ローズ』はすべてをセバスチャンが書き下ろし、アルバムに続いて16人編成のアコースティック・アンサンブルによるツアーも行われた。『ローズ』は7万枚売り上げた。
次のソロアルバム『コン・アモール』が世に出るまでには6年の月日がかかり、2007年の11月には新たなコンピレーション・アルバム『The Greatest Songs』が発売された。このアルバムはヒット曲26曲と2曲の新曲を収録した2枚組であり、デラックス・エディションにはライブCDとクロンボー城でのコンサートを収録したDVDも付属した。
ソーレンセンの音楽はポップ・ロックとしてジャンル分けされているが、時間が経つにつれてヒップホップ、カントリー、ラテン アメリカのリズムなどの他のジャンルからインスピレーションを受けるようになった。ソーレンセンのバンドは、ギタリストのポール・ハルバーグとパー・フロスト、ベーシストのジェット・シャンドルフ、パーカッションのヤン・シヴェルセンで構成されている。それ以外にもサンネ・サロモンセンとタムラ・ロザネスとともにカントリー・トリオの「カウガールズ」を結成し、カントリー・ミュージックを収録したシングルやアルバム『ガールズ・ナイト・アウト』を録音し、コンサートも行った。
時が経つにつれ、ソーレンセンはエルヴィス・プレスリーへのトリビュート・アルバム『バーニング・ラブ』などといったコンセプト・アルバムや、オー・エイブから始まった子供向けレコードにも何度か参加。彼女は機会があるたびにホビー・オーケストラのハウンド・ドッグ・オールスターズと共演しており、このオーケストラにはメク・ペックやオーフスの音楽シーンを拠点とする他のミュージシャンも含まれている。
ソーレンセンはいくつかのミュージカル作品を書いており、1985年にコペンハーゲンのベルビュー劇場で行われた『サライ』など、自身も何度か舞台に出演した。

## 私生活
ソーレンセンはミュージシャンでバンドメンバーでもあるヤン・シヴェルセンと30年間結婚しており、二人の間には1992年に生まれた息子シルベスターがいる。しかし2017年に別居した。

## ディスコグラフィー

### オリジナル・アルバム
- Himmelen ned på jorden (1983)
- Lis Sørensen (1985)
- Sigøjnerblod (1987)
- Hjerternes sang (1989)
- Vis dit ansigt (1991)
- Under stjernerne et sted (1993)
- Du ka' få mig til alt (1995)
- Kærtegn (1998)
- Rose (2000)
- Con Amor (2005)
- For kærlighedens skyld (2010)
- Bedre tider (2017)
デンマーク3位。

### ベスト・アルバム
- Indtil dig igen - Sørensen's bedste (1996)
- Tæt på ækvator (Alle tiders) (2005)
- De allerstørste sange (Live på Kronborg) (2007)
- Du tænder lys (Det bedste med Lis Sørensen (2009)
- På sådan en morgen (De 20 skønneste) (2013)

### ライヴ・アルバム
- Nærvær og næsten (2003)
- Live at Stella Polaris (2017)

### シット・アンド・チャネル
- Shit & Chanel (1976)
- Shit & Chanel No. 5 (1977)
- Tak for sidst (1978)
- Dagen har så mange farver (1979)

### アン・リネット・バンド
- You're Crazy (1980)
- Anne Linnet Band (1981)
- Cha Cha Cha (1982)

### カウガールズ
- Girls Night Out (2001)

## 代表曲
- 「Mine Øjne De Skal Se」(1989)
- 「Brændt」(1993)
1997年にナタリー・インブルーリアのデビュー・シングル「トーン (Torn)」としてカヴァーされ全世界で大ヒット。